# Two for Joyce
Two for Joyce ist ein Jazzalbum von Keith Tippett und Giovanni Maier. Die im Mai 2012 während des Jazzfestivals „Le Nuove Rotte del Jazz“ (Neue Wege im Jazz) im Teatro Miela, Triest, entstandenen Aufnahmen erschienen 2014 auf Long Song Records.

## Hintergrund
In Two for Joyce spielten der britische Pianist Keith Tippett und der italienische Bassist Giovanni Maier zusammen im Duo eine 50 Minuten währende improvisierte Live-Aufführung. Gewidmet ist das Konzert wie auch das Album dem 15 Jahre in Triest lebenden Schriftsteller James Joyce.

## Titelliste
- Keith Tippett & Giovanni Maier: Two for Joyce (Long Song Records LSRCD127/2013)[1]

1. Two For Joyce 49:12

## Rezeption
Nach Ansicht von Mark Corroto, der das Album in All About Jazz rezensierte, würde Tippett zusammen mit Maier einen unvergesslichen Abend präsentieren. Die Musik sei durchweg locker; Maiers tiefe Streich- und Zupftöne bildeten die konstante Grundlage für Tippetts präpariertes Klavier, das wie ein Resonator-Hackbrett vibriere. Das Paar würde zwar gelegentlich seine Instrumentaltechniken erweitern, entscheide sich aber meist für einen eher konventionellen Ansatz. Tippett bevorzuge sowohl klassische Referenzen als auch den Blues, seine musikalischen Neigungen berühren Bill Evans und Johann Sebastian Bach. Das Paar würde hier und da Anspielungen fallenlassen und zitiere etwa „Goodbye Pork Pie Hat“ von Charles Mingus oder Ausschnitte aus „Tea for Two“. Obwohl nur wenige von uns behaupten können, Ulysses gelesen (und verstanden) zu haben, sei hingegen diese Interpretation von Joyce‘ Werk leicht zu verstehen.